# Angelo Ziliotto
Angelo Ziliotto (Fietta, 6 ottobre 1914 – Crespano del Grappa, dicembre 1969) è stato un militare italiano, del corpo degli alpini durante la seconda guerra mondiale dove fu decorato con la medaglia d'oro al valor militare a vivente per il coraggio dimostrato in combattimento durante la seconda battaglia difensiva del Don.

## Biografia
Nacque a Fietta, frazione di Pieve del Grappa, il 6 ottobre 1914 figlio di Giuseppe e Margherita Rizzardo, in una modesta famiglia di proprietari agricoli. Nel maggio 1937 fu arruolato nel Corpo degli alpini del Regio Esercito, assegnato in forza alla 79ª Compagnia, Battaglione "Belluno" del 7º Reggimento alpini. Congedatosi nell’agosto 1938, fu richiamato in servizio attivo nel settembre 1939, poco dopo lo scoppio della seconda guerra mondiale, assegnato nuovamente al 7º Reggimento alpini col il quale, a partire al 10 giugno 1940, prende parte alle operazioni belliche sul fronte occidentale contro la Francia.
All’inizio del 1941 parti per l’Albania, per combattere sul fronte greco-albanese, da cui rientrò in Patria nell’aprile 1942 per essere trasferito alla 264ª Compagnia, Battaglione "Val Cismon", 9º Reggimento alpini con cui nel luglio dello stesso anno partì per il fronte orientale.
Prese parte ai combattimenti sul Don e al successivo ripiegamento del Corpo d'armata alpino del gennaio 1943, dove si distinse particolarmente, dapprima distruggendo, insieme ad altri una postazione di mitragliatrici nemica, poi a colpi di bombe a mano un carro armato sovietico, e infine portando soccorso al generale Gabriele Nasci in grave difficoltà. Insignito della Croce di Ferro di II classe, rientro in Italia nel maggio successivo, e tre mesi dopo fu trasferito in Montenegro, dove lo sorprese la dichiarazione dell’armistizio con gli anglo-americani dell’8 settembre 1943.
Rientrato in Italia nel dicembre dello stesso anno, fu ammesso a frequentare il corso per allievi guardie forestali presso la Scuola di Oderzo che si svolse dal luglio al settembre 1944. Prestò successivamente servizio a Grumello del Monte, Susegana, Spresiano e Cansiglio. Nel 1949 frequentò a Cittaducale il corso allievi sottufficiali, venendo promosso vicebrigadiere e poi comandante la stazione di Bassano del Grappa. In quella città, il 3 ottobre 1948, fu insignito dall'allora Presidente dell'Associazione Nazionale Alpini, onorevole Ivanoe Bonomi, della medaglia d'oro al valor militare a vivente. Nel 1963 fu promosso maresciallo, divenendo poi Presidente Onorario della Sezione dell’A.N.A. di Treviso. Si spense a Crespano del Grappa nel dicembre 1969.